# Леонард Пітер Шульц
Леонард Пітер Шульц (англ. Leonard Peter Schultz; 1901–1986) — американський іхтіолог. Автор зоологічних таксонів.

## Біографія
Шульц народився в 1901 році в місті Альбіон, штат Мічиган. Освіту здобув у коледжі Альбіона, в якому у 1924 році здобув ступінь бакалавра з іхтіології. У 1926 році здобув ступінь магістра в Мічиганському університеті, а потім у 1932 році в Університеті Вашингтону. З 1928 по 1936 рік викладав у коледжі рибного господарства Вашингтонського університету. Його призначили помічником куратора відділу риб Національного музею США. Того ж року він вступив до Смітсоніанського інституту, де працював до виходу на пенсію в 1968 році. У 1938 році став куратором відділу. Перебуваючи на пенсії, він продовжував працювати науковим співробітником відділу риб.
Він був одним із учених, який працював на ВМС США в рамках операції «Перехрестя», що проводилася на атолі Бікіні в 1946 році. Він вивчав вплив випробування атомної бомби на навколишнє середовище, він також збирав різноманітну флору та фауну на Маршаллових островах.